# Cicadetta labeculata
Espèce
Cicadetta labeculata est une espèce d'insectes hémiptères de la famille des Cicadidae (cigales), originaire de l'Est de l'Australie.